# Běh na lyžích na Zimních olympijských hrách 2014 – štafeta ženy
Štafeta 4×5 km žen, běžecká disciplína z programu Zimních olympijských her 2014, se konala 15. února 2014 v  Centru biatlonu a běžeckého lyžování Laura v ruském Soči. Zvítězila štafeta Švédska před Finkami a Němkami. Česká štafeta skončila na 10. místě, diskvalifikací dopujících Rusek si následně o jedno místo polepšíla. 

## Program
Časy jsou uvedeny v místním čase (UTC+4).
| Datum         | Čas   | Fáze závodu |
| ------------- | ----- | ----------- |
| 15. únor 2014 | 14:00 | Finále      |

## Výsledky
Závod odstartoval ve 14:00.
Ruská štafeta byla dodatečně diskvalifikována kvůli dopingu Julije Ivanovové a Julije Čekaljovové.
| Pořadí           | SČ | Štafeta                | Časy | Ztráta  |         |
| ---------------- | -- | ---------------------- | --- | ------- | ------- |
| Zlatá medaile    | 2  | Švédsko                | Ida Ingemarsdotter (14:09.8) Emma Wikénová (14:02.3) Anna Haagová (12:40.2) Charlotte Kallaová (12:10.4)                   | 53:02.7 | —       |
| Stříbrná medaile | 5  | Finsko                 | Anne Kyllönenová (14:21.2) Aino-Kaisa Saarinenová (13:51.3) Kerttu Niskanenová (12:14.4) Krista Lähteenmäkiová (12:36.6)   | 53:03.2 | +0.5    |
| Bronzová medaile | 7  | Německo                | Nicole Fesselová (14:13.4) Stefanie Böhlerová (13:59.9) Claudia Nystadová (12:19.1) Denise Herrmannová (12:31.2)           | 53:03.6 | +0.9    |
| 4                | 6  | Francie                | Aurore Jéanová (14:12.1) Celia Aymonierová (14:13.8) Anouk Faivreová Piconová (12:34.5) Coraline Hugue (12:47.3)           | 53:47.7 | +45.0   |
| 5                | 1  | Norsko                 | Heidi Wengová (14:12.0) Therese Johaugová (14:13.5) Astrid Uhrenholdtová Jacobsenová (12:34.5) Marit Bjørgenová (12:56.3)  | 53:56.3 | +53.6   |
| DSQ              | 3  | Rusko                  | Julija Ivanovová (14:05.5) Olga Kuzjukovová (14:37.2) Natalia Žukovová (12:34.9) Julija Čekaljovová (12:48.7)              | 54:06.3 | +1:03.6 |
| 7                | 9  | Polsko                 | Kornelia Kubińská (14:37.4) Justyna Kowalczyková (13:47.7) Sylwia Jaśkowiecová (12:34.2) Paulina Maciuszeková (13:39.6)    | 54:38.9 | +1:36.2 |
| 8                | 8  | Itálie                 | Virginia De Martin Topranin (14:26.9) Elisa Brocardová (14:49.4) Marina Pillerová (12:43.9) Ilaria Debertolisová (13:20.7) | 55:19.9 | +2:17.2 |
| 9                | 4  | Spojené státy americké | Kikkan Randallová (14:45.2) Sadie Bjornsenová (14:31.8) Liz Stephenová (12:48.2) Jessica Digginsová (13:32.2)              | 55:33.4 | +2:30.7 |
| 10               | 12 | Česko                  | Eva Vrabcová Nývltová (14:06.1) Karolína Grohová (15:25.3) Petra Nováková (13:06.4) Klára Moravcová (13:52.0)              | 56:29.8 | +3:27.1 |
| 11               | 13 | Slovinsko              | Alenka Čebašeková (14:18.2) Katja Višnarová (15:39.1) Barbara Jezeršeková (12:56.1) Vesna Fabjanová (13:43.6)              | 56:37.0 | +3:34.3 |
| 12               | 10 | Ukrajina               | Tetjana Antypenková (15:10.6) Valentyna Ševčenková (14:55.4) Maryna Anciborová (13:01.7) Kateryna Grygorenková (13:48.4)   | 56:56.1 | +3:53.4 |
| 13               | 11 | Rakousko               | Kateřina Smutná (14:20.3) Nathalie Schwarzová (15:36.8) Teresa Stadloberová (13:08.7) Veronika Mayerhoferová (13:58.9)     | 57:04.7 | +4:02.0 |
| 14               | 14 | Kanada                 | Perianne Jonesová (15:50.9) Daria Gaiazová (15:09.5) Emily Nishikawa (13:27.3) Brittany Websterová (14:52.9)               | 59:13.6 | +6:10.9 |